# Convento de la Encarnación de Belén
El Convento de la Encarnación de Belén existió en Sevilla (Andalucía, España) en el siglo XVI. Era de carmelitas calzadas. Fue exclaustrado en 1837. Se encontraba en la Alameda de Hércules.

## Historia
Fue fundado en 1513 con el título de la Encarnación por la carmelita Inés de San Miguel, con licencia emitida por el arzobispo Diego de Deza junto con la del rey Fernando el Católico y la del padre general Pedro Terraza. Su primera localización fueron unas casas cerca de la Puerta de la Macarena compradas por la fundadora con la ayuda del arzobispo. En 1585 se trasladó a otro lugar, donde existía una pequeña capilla dedicada a Nuestra Señora de Belén. Por ello, el título del convento será a partir de entonces de la Encarnación de Belén. La Virgen de Belén, una imagen pictórica, era venerada por una hermandad de barqueros, que cedió la capilla y la imagen a las religiosas. Para hacer el convento unieron unas casas de la familia Ruelas. La capilla fue agrandada para ser la iglesia del convento y las monjas labraron su residencia en aquellas casas, en el entorno de la Alameda de Hércules. El traslado fue realizado con aprobación del arzobispo cardenal Rodrigo de Castro Osorio, del superior general carmelita Juan Bautista Caffarelo, con bula de Gregorio XIII y con el consentimiento de la citada hermandad de barqueros.
Luisa de Guzmán, nacida en Sevilla en 1552, quedó huérfana al nacer y fue llevada al Convento de Nuestra Señora de los Remedios de Écija, donde estaba como monja su tía, María Ponce de León, quien se ocupó de ella. Por una enfermedad de su tía, fueron ambas al Convento de la Encarnación de Belén de Sevilla, donde Luisa profesó. En 1605 fue nombrada priora y se encargó de la finalización de la obra de la iglesia. Tuvo una gran devoción a San Juan Bautista, que se dice que se le apareció estando en oración, por lo que encargó una imagen de este santo al escultor Juan Martínez Montañés, entre 1605 y 1607, que actualmente se encuentra en el Convento de Santa Ana. Tras un lapso de dos trienios, fue elegida nuevamente priora en 1613 y, posteriormente, en 1621. En esta etapa, puso solería en el claustro y patios e incorporó al convento unas casas anejas. Aunque su cargo expiró en 1624, fue prorrogada en el cargo un trienio más. En 1626 se produjo una inundación y las monjas tuvieron que escapar rompiendo una pared. Fueron recogidas por el prior del Convento de San Alberto, que el 28 de enero las llevó a vivir a casa de un rico caballero, García Contador. La inundación duró un mes y, con las monjas fuera, se cayó gran parte del convento, incluidos los dormitorios. Luisa volvió a ser elegida priora con 80 años, pero murió el 20 de julio de 1633, día de San Elías.
En 1629 y 1632 consta la realización de obras, sin embargo, no serán de gran importancia debido a la pobreza de este cenobio. Esta pobreza continuó en el siglo XVIII. En 1787 la hermandad de barqueros financia unas obras de 3.000 reales en la iglesia. En el año 1800 se arregló, entre otras cosas, la techumbre del refectorio. En 1826 se reparó el jardín del convento y se realizaron algunas obras de albañilería. En 1827 se gastaron 163 reales para puertas de la iglesia.
En 1837 el convento fue desamortizado y las 20 religiosas se trasladaron al Convento de Santa Ana. El convento exclaustrado se convirtió en una casa de vecinos. En 1851 el Ayuntamiento se planteó adquirirlo, pero finalmente desistió porque se encontraba en ruinas. Pese a esto, fue arrendado por dos años en 1857 a Juan Bautista Manella.
La iglesia se mantuvo abierta hasta su cierre en la Revolución de 1868. El convento y la iglesia fueron demolidos a finales del siglo XIX.
El retablo mayor, realizado por Fernando de Barahona en 1675, se conserva como retablo mayor de la iglesia del Convento de Santa Ana, pero sin la imagen de Nuestra Señora de Belén.